# Нетраон
Нетраон (швед. Nätraån) — річка на півночі Швеції, у лені Вестерноррланд. Довжина річки становить 110 км, площа басейну  — 1024,4 км²  (1020 км² ). На річці побудовано 4 ГЕС малої потужності. 